# KF Llapi
KF Llapi (voluit Klubi Futbollistik Llapi) is een Kosovaarse voetbalclub uit Podujevë. De clubkleuren zijn blauw en de thuisbasis is het Zahir Pajazitistadion. De club komt uit in de Kosovaarse Superliga en won in 2021 de Kupa e Kosovës en debuteert daardoor in het seizoen 2021/22 in de UEFA Europa Conference League.

## In Europa
Uitslagen vanuit gezichtspunt KF Llapi
| Seizoen | Competitie        | Ronde | Land                     | Club                   | Totaalscore | 1e W    | 2e W     | PUC |
| ------- | ----------------- | ----- | ------------------------ | ---------------------- | ----------- | ------- | -------- | --- |
| 2021/22 | Conference League | 1Q    | Vlag van Noord-Macedonië | KF Shkupi              | 1-3         | 0-2 (U) | 1-1 (T)  | 0.5 |
| 2022/23 | Conference League | 1Q    | Vlag van Montenegro      | FK Budućnost Podgorica | 2-4         | 0-2 (U) | 2-2 (T)  | 0.5 |
| 2024/25 | Europa League     | 1Q    | Vlag van Polen           | Wisła Kraków           | 1-4         | 0-2 (U) | 1-2- (T) | 0.5 |
| 2024/25 | Conference League | 2Q    | Vlag van Denemarken      | Brøndby IF             | 2-8         | 0-6 (U) | 2-2 (T)  | 0.5 |

Totaal aantal punten voor UEFA coëfficiënten: 1.5
Zie ook
- Deelnemers UEFA-toernooien Kosovo
- Ranglijst van alle clubs die in de diverse Europa Cups zijn uitgekomen

Ballkani ·
Drenica ·
Drita ·
Dukagjini ·
Ferizaj ·
Gjilani ·
Llapi ·
Malisheva ·
Prishtina · 
Prishtina e Re